# Helmut-Schön-Sportpark
Le Helmut-Schön-Sportpark, auparavant connu sous le nom de Stadion an der Berliner Straße, est un stade omnisports allemand (servant principalement pour le football et l'athlétisme,) situé dans la ville de Wiesbaden, en Hesse.
Le stade, doté de 11 000 places et inauguré en 1907, sert d'enceinte à domicile à l'équipe de football du SV Wiesbaden 1899.
Il porte le nom de Helmut Schön, ancien footballeur international et sélectionneur allemand, mort dans la ville en 1996.

## Histoire
Le stade ouvre ses portes en 1907 sous le nom de Stadion an der Berliner Straße.
Durant la Seconde Guerre mondiale, la propriété du stade revient à la municipalité.
En 2003, le stade accueille les deux demi-finales de la coupe du monde de football américain 2003.
En 2008, l'ancien toit de la tribune est démoli et remplacé par un nouveau toit.
En septembre 2009, il change de nom pour le Helmut-Schön-Sportpark.
En 2011, l'équipe de football américain des Wiesbaden Phantoms s'installe au stade pour jouer leurs matchs à domicile, et ce jusqu'en 2013.

## Événements
- Depuis 1995 : Nationaler Werfer-Cup (athlétisme)[5]
- 10 juillet 2003 : Coupe du monde de football américain (2 matchs)

## Galerie

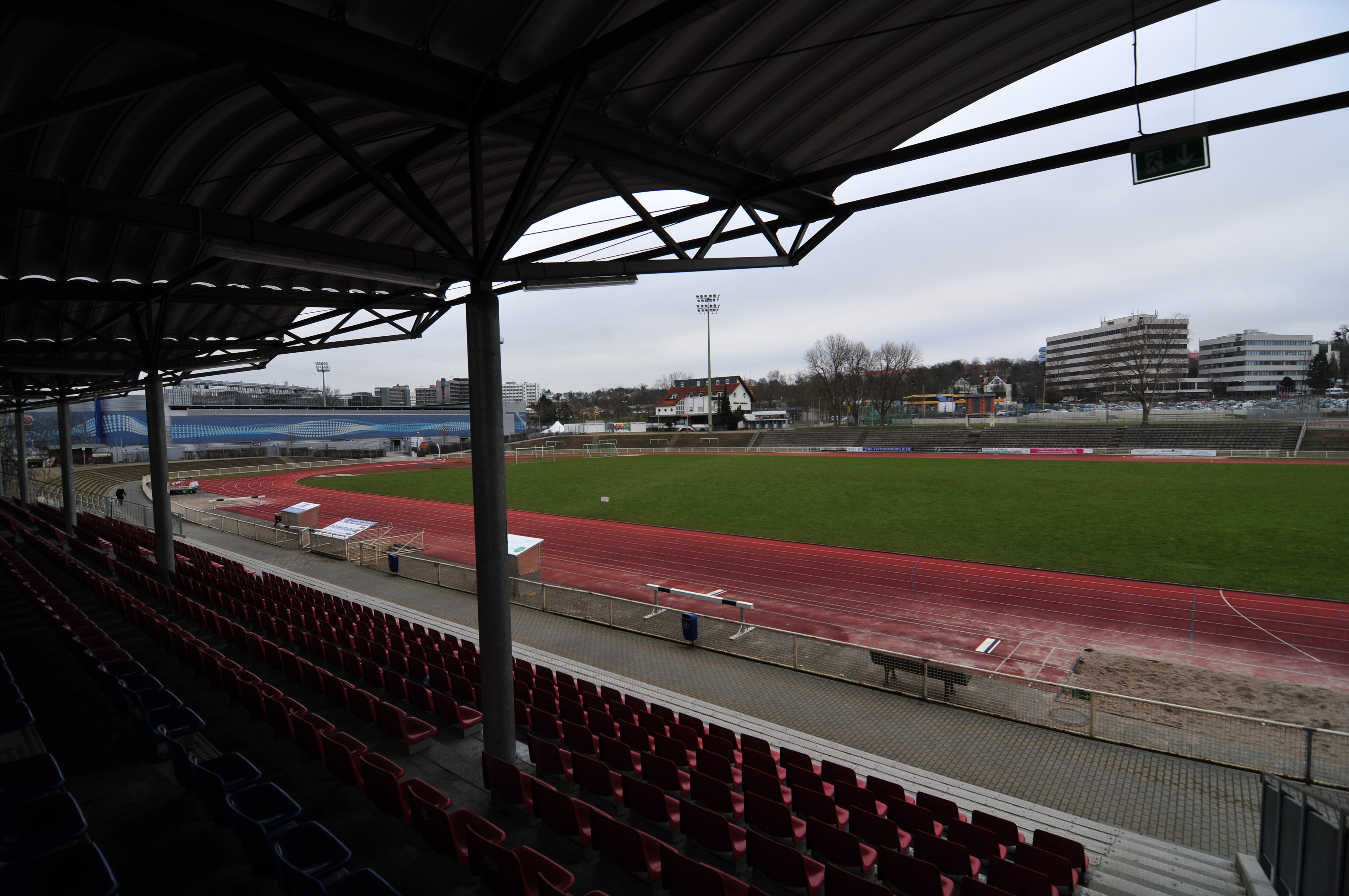
Vue depuis la tribune principale depuis la BRITA-Arena voisine (2013)
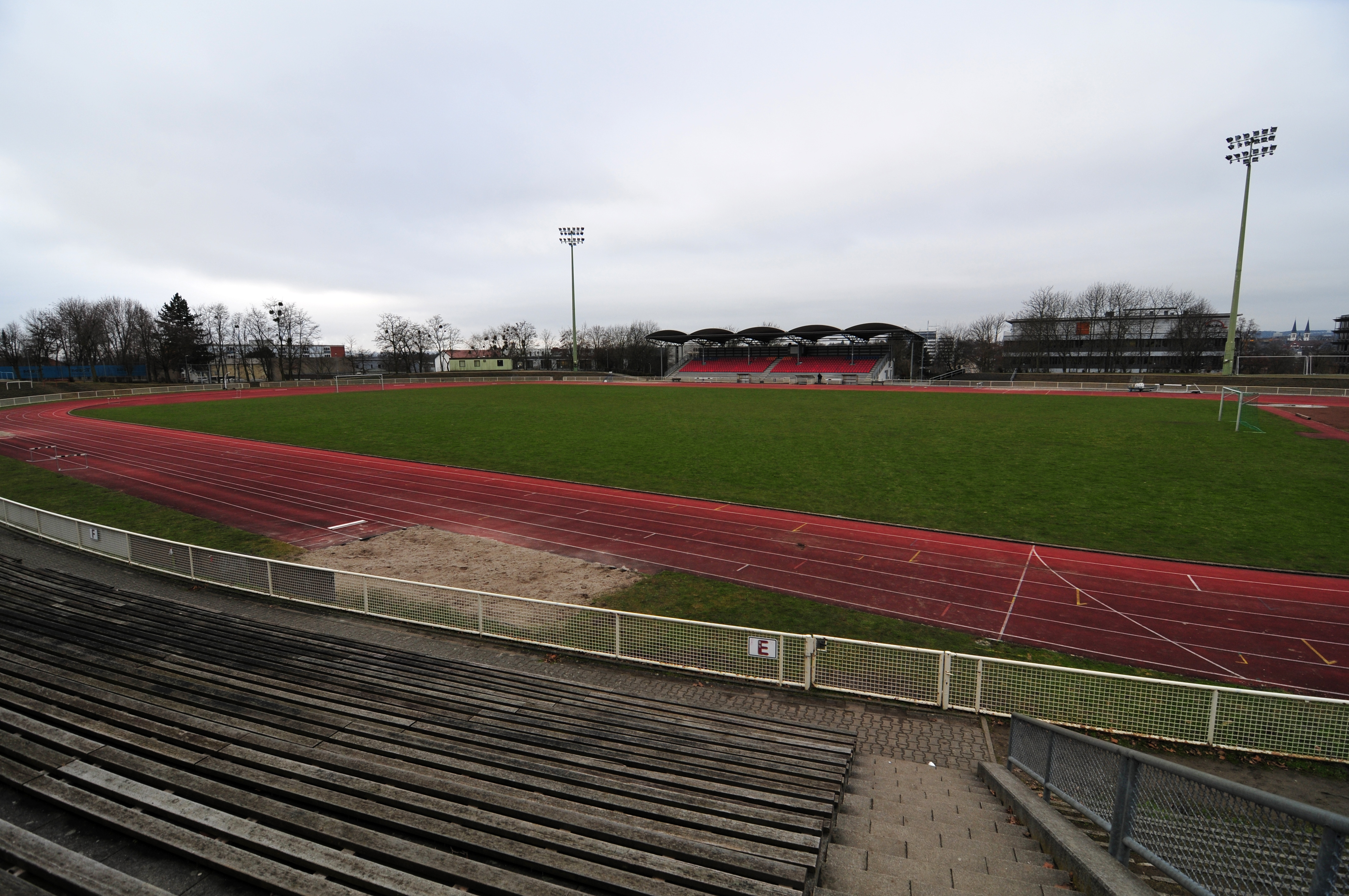
Vue de la tribune principale (2013)
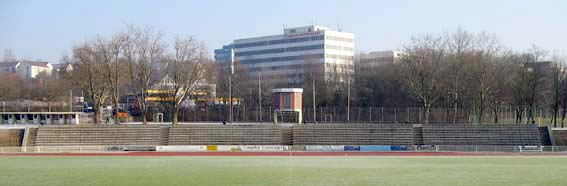
Vue du terrain (2006)
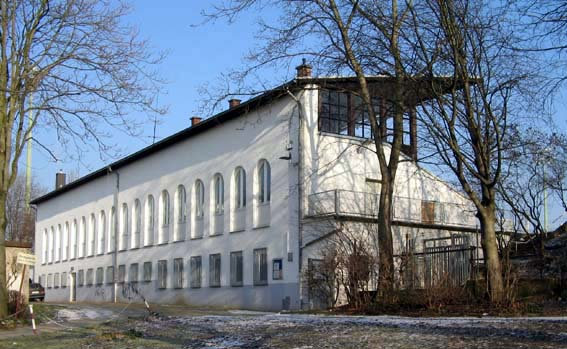
Arrière de l'ancienne tribune (2006)
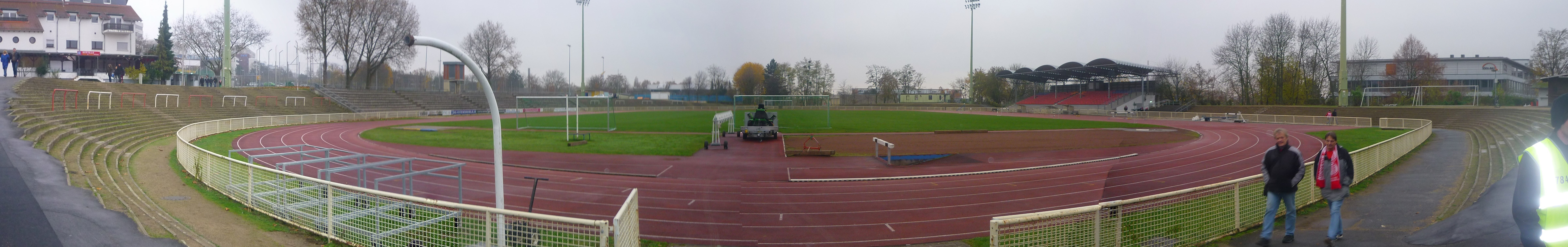
Panorama depuis le virage nord (2012)